# Les Vieux Calibres
Les Vieux Calibres est un téléfilm français réalisé par Marcel Bluwal et Serge De Closets, diffusé le 30 avril 2013 à la télévision sur France 3.

## Synopsis
Dans une maison de retraite, Émilienne, une dame souriante, Irénée, un forcené syndicaliste, Titi, un ironiste perpétuel et André, surnommé « Double Infarctus » ! Ces quatre amis vont tenter de cambrioler les caisses de leur maison de retraite pour retrouver leur jeunesse passée, puis par la suite rendront « turbulente » la campagne du ministre des affaires sociales, venu dans leur maison de retraite pour récupérer les voix des « seniors ».

## Fiche technique
- Réalisateur : Marcel Bluwal et Serge De Closets
- Scénario : Marcel Bluwal
- Production : Cie des Phares & Balises
- Musique : Philippe Miller
- Image : Aurélien Devaux
- Durée : 90 minutes
- Pays :  France
- Genre : Comédie
- Date de diffusion : 30 avril 2013

## Distribution
- Catherine Jacob : Mme Le Bihan (Directrice de la maison de retraite)
- Michel Aumont : Irénée
- Danièle Lebrun : Emilienne
- Jean-Luc Bideau : Titi
- Roger Dumas : André
- Lamine Lezghad : Ibrahim
- Serge Kribus : Chicheportiche
- Cassandre Vitu De Kerraoul : Jeanne
- Anne Bellec
- Gilles Chabrier